# エッケハルト1世 (マイセン辺境伯)
エッケハルト1世（Ekkehard I., 960年頃 - 1002年4月30日）は、エッケハルディン家出身のマイセン辺境伯（在位：985年 - 1002年）、テューリンゲン辺境伯（在位：1000年 - 1002年）。メルゼブルク辺境伯・マイセン辺境伯ギュンターとボヘミア公ボレスラフ1世の娘ドゥブラフカとの息子。ヘルマン・ビルングの娘シュヴァンヒルトと結婚した。

## 生涯
ボヘミア公ボレスラフ2世が城の占拠を解いた後の987年、あるいはその少し後に神聖ローマ皇帝オットー3世からマイセン辺境伯に任命された。990年にポーランドとボヘミアとの間の和平交渉に出かけ、リューティチ族の捕虜となってしまったが、ボレスラフ2世の調停により釈放されている。
その数年後にエッケハルト1世は異父弟のポーランド王ボレスワフ1世と同盟を結び、テューリンゲン辺境伯に叙され、さらには1002年のオットー3世の死後王位を得ようと働きかけたが、同年に反対派によってペールデの城館で殺害された。マイセンは弟のグンツェリンが、テューリンゲンはヴァイマール伯ヴィルヘルム2世が継承した。

## 子女
- リュートガルト（1012年没） - ヴァルデック伯ならびにノルトマルク辺境伯ヴェルナー（1014年没）と結婚。
- ヘルマン1世（1038年没） - バウツェン伯、マイセン辺境伯、ハッセガウ兼ガウ・チュティツィ伯。
- エッケハルト2世（1046年没） - ガウ・チュティツィおよびブルクヴァルト・トイヒェルン伯、オストマルク辺境伯、マイセン辺境伯。
- ギュンター（1025年没） - 1001年に王室の宮廷つき司祭、1009年に王室尚書、1024年から1025年までザルツブルク大司教。
- アイルヴァルト（1023年没） - 王室宮廷つき司祭、1016年から1023年までマイセン司教
- マティルデ - アイレンブルク伯、ハッセガウ伯兼オストマルク辺境伯ディートリヒ1世と結婚。
- オーダ（1025年没） - ポーランド王ボレスワフ1世と結婚。

## 文献
（ドイツ語版の参考文献として挙げられているものであり、日本語版の作成に直接参照はしておりません）
- Eberhard Holz / Wolfgang Huschner (Hrsg.): Deutsche Fürsten des Mittelalters. Edition Leipzig, Leipzig 1995, ISBN 3361004373